# Bătălia de la Verona (489)
Bătălia de la Verona a fost o bătălie între ostrogoții lui Theodoric cel Mare și herulii lui Odoacru, rege al Italiei, pe 30 septembrie 489 în aproprierea Veronei. Theodoric a condus personal trupele în luptă, obținând o victorie decisivă. Odoacru a fost obligat să se retragă la Ravenna, permițându-le invadatorilor să captureze Pavia și Milano.